# Fredy Brock
Fredy Brock (* 10. Juli 1926 in Karlsruhe; † 20. November 1992 in Grafrath) war ein deutscher Musiker, Schauspieler, Entertainer und Komiker bei Bühne, Film und Fernsehen.

## Leben und Wirken
Brock erhielt in jungen Jahren Klavier- und Trompetenunterricht und trat in den frühen Nachkriegsjahren vor allem als Musiker in Nachtclubs auf. Anschließend schloss er sich dem Tanzorchester Max Greger an, wo er in den folgenden 17 Jahren nicht nur dessen Startrompeter wurde, sondern dank seiner einprägsamen Physiognomie und Gesichtsakrobatik auch als Spaßmacher der Combo eingesetzt wurde. Als Mitglied von Gregers Combo sah man ihn in einer beträchtlichen Anzahl von Showauftritten in Fernsehunterhaltungssendungen wie Der goldene Schuß und Musik aus Studio B. Hin und wieder absolvierte Brock in Fernsehshows der 1970er Jahre auch den einen oder anderen Soloauftritt und trat in seiner eigenen Band als Sänger auf. Fredy Brock veröffentlichte überdies eine Reihe von eigenen Schallplatten.
Fredy Brock hatte zwei Töchter.

## Filmografie
- 1957: Weißer Holunder
- 1960: Schlagerparade 1960
- 1960: Schlager-Raketen
- 1961: Der verkaufte Großvater
- 1962: Muß i denn zum Städtele hinaus
- 1967: Gespensterquartett – Eine musikalische Spukgeschichte
- 1969: Im Gasthaus zur stillen Einkehr
- 1971: Hilfe, meine Mädchen sind weg